# Hedyotis suborthogona
Hedyotis suborthogona är en måreväxtart som beskrevs av Takahide Hosokawa. Hedyotis suborthogona ingår i släktet Hedyotis och familjen måreväxter. Inga underarter finns listade i Catalogue of Life.